# Ohariu Fault
Die Ohariu Fault ist eine geologische Verwerfung in der Region Greater Wellington auf der Nordinsel von Neuseeland.

## Geographie
Die Verwerfung, die Teil des North Island Fault System ist, verläuft an Land parallel zur Küstenlinie der Westküste von Wellington, Porirua und entlang der Kapiti Coast. Beginnend an Wellingtons Südküste erstreckt sich die Verwerfung über 70 km bis nach Waikanae und dann weiter als Northern Ohariu Fault um weitere rund 60 km bis südlich von Palmerston North.

## Geologie
Die Nordinsel von Neuseeland liegt an der östlichen Kante der Australischen Platte, unter die sich im sogenannten Hikurangi Trench die Pazifische Platte mit 38 mm bis 50 mm pro Jahr in südwestliche Richtung verschiebt. Durch die Verschiebungen entstehen an dieser Subduktionszone Spannungen in der Australischen Platte, die zu Brüchen, Verwerfungen und – dadurch verursacht – zu Erdbeben führen. Die Ohariu Fault gehört mit der Wellington Fault, der Wairarapa Fault und der Carterton Fault zu den größeren Verwerfungen im Süden der Nordinsel.
Obwohl die Ohariu Fault letztmals vor ungefähr 1000 Jahren aktiv war, zählt sie weiterhin zu den aktiven und erdbebenauslösenden Verwerfungen der Region. Nach einer Studie der neuseeländischen Geologen und Erdbebenexperten Van Dissen und Heron im Jahr 2003 könnte ein durch die Ohariu Fault verursachtes Erdbeben mit einer Wahrscheinlichkeit von 68 % alle 2200 Jahre (bei einer Bandbreite von 1330 bis 3800 Jahren) auftreten. Ein Beben könnte dann zu einer seitlichen Verschiebung des Bodens um 3 bis 5 m führen.
Die Northern Ohariu Fault wird dagegen mit einer Erdbebenwiederkehr von 1000 bis 3000 Jahren eingeschätzt, wobei das letzte durch die Verwerfung verursachte Beben vermutlich 300 bis 1000 Jahre zurückliegt.